# St.-Marien-Kathedrale (Rundu)
Die St.-Marien-Kathedrale (englisch St. Mary’s Cathedral), auch Rundu-Kathedrale (englisch Rundu Cathedral), in Rundu ist seit 1994 (Gründung des Vikariats) die römisch-katholische Kathedrale des Apostolischen Vikariats Rundu in Namibia.